# Hypomecis transcissa
Hypomecis transcissa là một loài bướm đêm trong họ Geometridae.